# Dépôt des isolés des troupes d’outre-mer
 (octobre 2019).
Si vous disposez d'ouvrages ou d'articles de référence ou si vous connaissez des sites web de qualité traitant du thème abordé ici, merci de compléter l'article en donnant les références utiles à sa vérifiabilité et en les liant à la section « Notes et références ».
Le dépôt des isolés des troupes d’outre-mer (DITOM) (précédemment dépôt des isolés des troupes coloniales ou DTIC) accueille tous les personnels des troupes françaises en instance d'affectation en Métropole ou Outre-Mer. Il se situe à Marseille.

## Situation
Le DITOM se situe à Marseille et dispose de deux annexes, à Bordeaux et Saint-Nazaire et d'une annexe autonome à Paris.